# Böhm Aranka
Böhm Aranka (asszonynevén Karinthy Frigyesné, Ipolyság, 1893. július 17. – Auschwitz, 1944. július?) magyar orvos, Karinthy Frigyes második felesége.

## Élete
Apai ágról újvidéki, anyai oldalról pedig ipolysági zsidó kereskedőcsaládból származott. Apja, Böhm Ignác, zsák-, zsineg- és ponyvakereskedő volt, 1892-ben vette feleségül Mangold Herminát. Testvére, Tibor szintén kereskedő lett, majd később átvette apjuk zsinegboltját.

### Szakmai élete
A pszichoanalízissel kapcsolatos orvosi tanulmányait még első házassága előtt, 1913-ban kezdte meg a Budapesti Királyi Magyar Tudományegyetem orvosi karán, azonban csak évekkel később, Karinthyval kötött házassága ideje alatt, 1932-ben szerezte meg az orvosi diplomát.

### Első házassága
1914. július 28-án Budapest IX. kerületében házasságot kötött Kertész Tivadar orvossal, akitől egy fia született, Kertész Tamás. 1920-ban elváltak.

### Második házassága
1920 januárjában, huszonhét évesen találkozott először a nála hat évvel idősebb Karinthy Frigyessel. Ekkor még férjnél volt, Karinthy azonban már túl volt egy házasságon, amelyből egy fia született, Gábor. 1920. augusztus 14-én házasodtak össze Budapesten, a Józsefvárosban, és Karinthy Frigyes felesége Verpeléti úti lakásába költözött. 1921-ben született meg közös fiuk, Ferenc. Karinthy, felesége naplójába írt bejegyzésében így írt Böhm Arankáról: „Te buta, furcsa, édes és rettentően keserű, aranyos és szép és csúnya és tehetséges, nyugtalan te, te nagy baj és öröm a világon, nagy szerencsétlenség az én fejemben benne…”.
Házasságuk a szokványostól teljesen eltérő kapcsolat volt, amelyben állandóak voltak a konfliktusok, viharok és a féltékenységi jelenetek, nemritkán verekedések. Házasságuk ideje alatt állandó probléma volt az örökös pénzhiány, és ebből kifolyólag Böhm Aranka folyamatosan ösztönözte az írót az újabb és újabb művek megírására, amelyből valamennyire képesek voltak fedezni óriási kiadásaikat. Két öngyilkossági kísérlete is volt, 1927-ben, és 1934-ben, utóbbi miatt – bár életben maradt –, súlyosan megsérült, s véglegesen sántává vált. Tizennyolc évig, egészen Karinthy Frigyes haláláig voltak házasok.

### Kapcsolata Ady Endrével
Böhm Aranka már egész fiatalon kapcsolatba került az irodalommal. Utalások erre Németh Andor önéletrajzában találhatók. Ezek szerint 1912-ben nem egyszer látogatta meg Ady Endrét különböző iskolás könyvekkel és írásokkal. A költő sorra írta a hozzá szóló verseket, és Ady „Arany-verseit” (Ifjú karok kikötőjében, A vállad, a vállad, A bozót leánya, Fekete virágot láttál, stb.) olvasva jól körülírható képet kaphatunk kapcsolatukról, amelyekben Böhm Arankát Fekete Aranynak nevezi.

### Kapcsolata Déry Tiborral
Böhm Aranka köztudottan hűtlen természetű volt. Viszonya Déry Tiborral 1928 körül kezdődött, és 1931-ig tartott, nagyjából a teljes nyilvánosság előtt, amiről nagy valószínűséggel férje is tudott. „Szerette a nyilvánosság veszélyét, izgatta a mások előtti szeretkezés lehetősége” – írta róla Déry Tibor. Az író önéletrajza (Ítélet nincs, 1969) szerint kapcsolatukra leginkább az űzöttség, a kiszolgáltatottság, a folyamatos bizonytalanság volt jellemző, amitől eleinte leginkább Déry szenvedett, majd az évek múltával egyre erősebbé vált a nő kiszolgáltatottsága, félelme az öregedéstől, valamint attól, amit az öregedés számára szimbolizált. Az egyre zaklatottabbá és ingataggá váló kapcsolatnak az vetett végett, amikor Déry rajtakapta Böhm Arankát első szeretőjével, Zuchmann Béla hegedűművésszel.

## Halála
1944-ben, alig ötvenegy évesen gyilkolták meg Auschwitzban. A konkrét eseménysorról több verzió is született, a legvalószínűbb szerint: „Június 8-án, akkor vagoníroztak be.  Böhm Aranka a vagonban megőrült, és amikor első éjjel Auschwitzban betereltek minket egy óriási hodályba, ilyen több ezer embert befogadó barakkok, de ez olyan volt, hogy még téglapadlója sem volt. [...] Ő megőrült, és reggel agyonlőtték a szemem láttára.”